# Сатакунта
Са́таку́нта (швед. Satakunda, фин. Satakunta, лат. Satagundia или Finlandia Septentrionalis) — область на западе Финляндии на территории бывшей губернии Западная Финляндия. Административный центр в Пори.

## Географическое положение

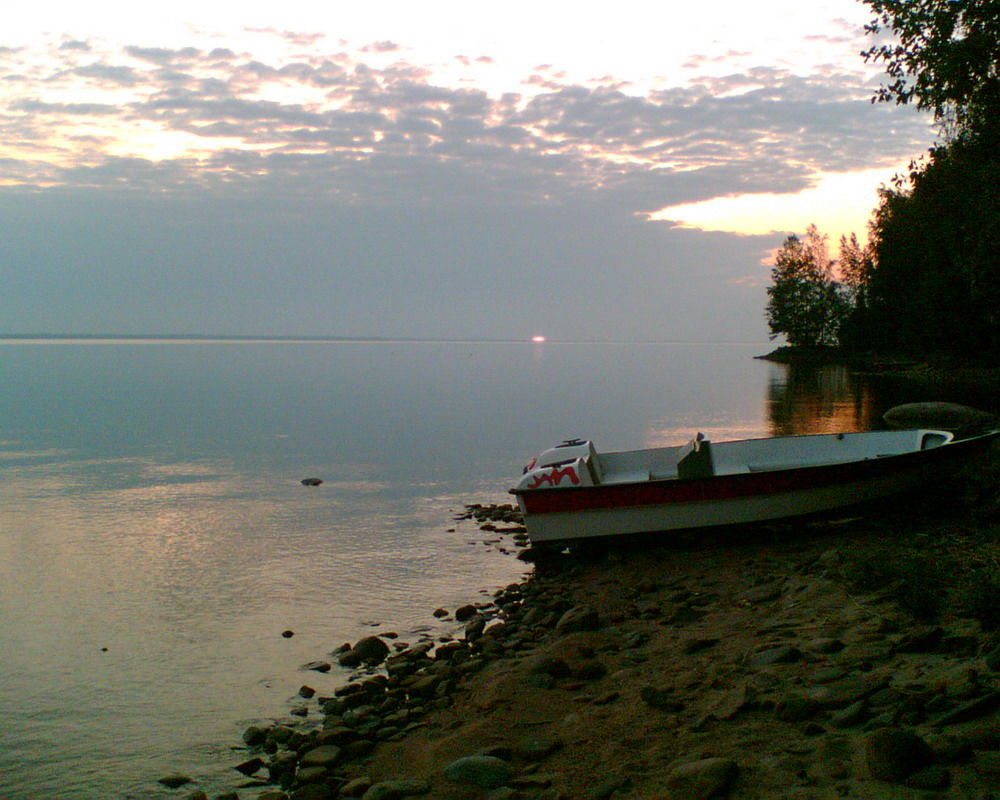
Озеро Пюхяярви (озеро, Сатакунта)

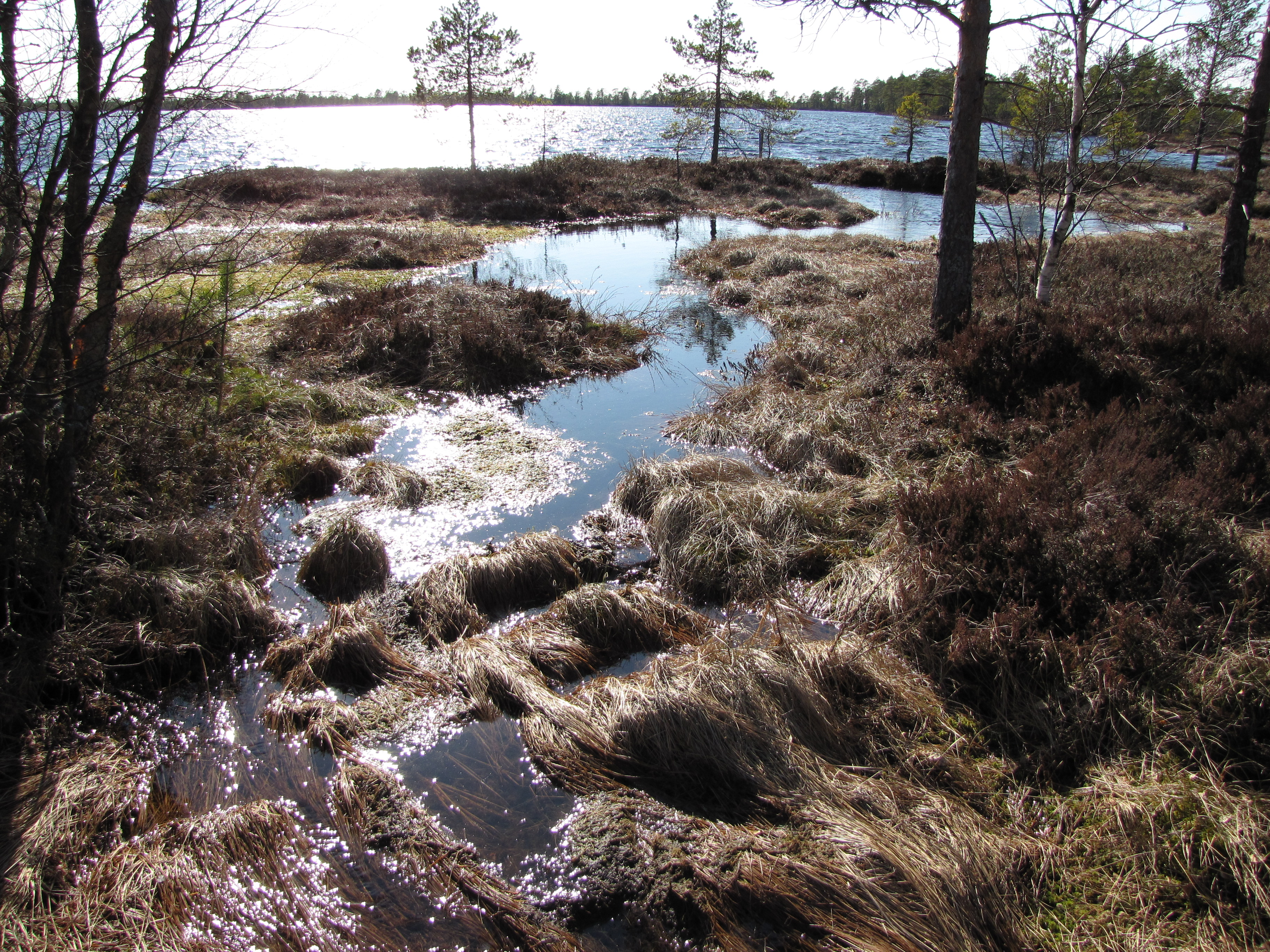
Парк в Кауханева

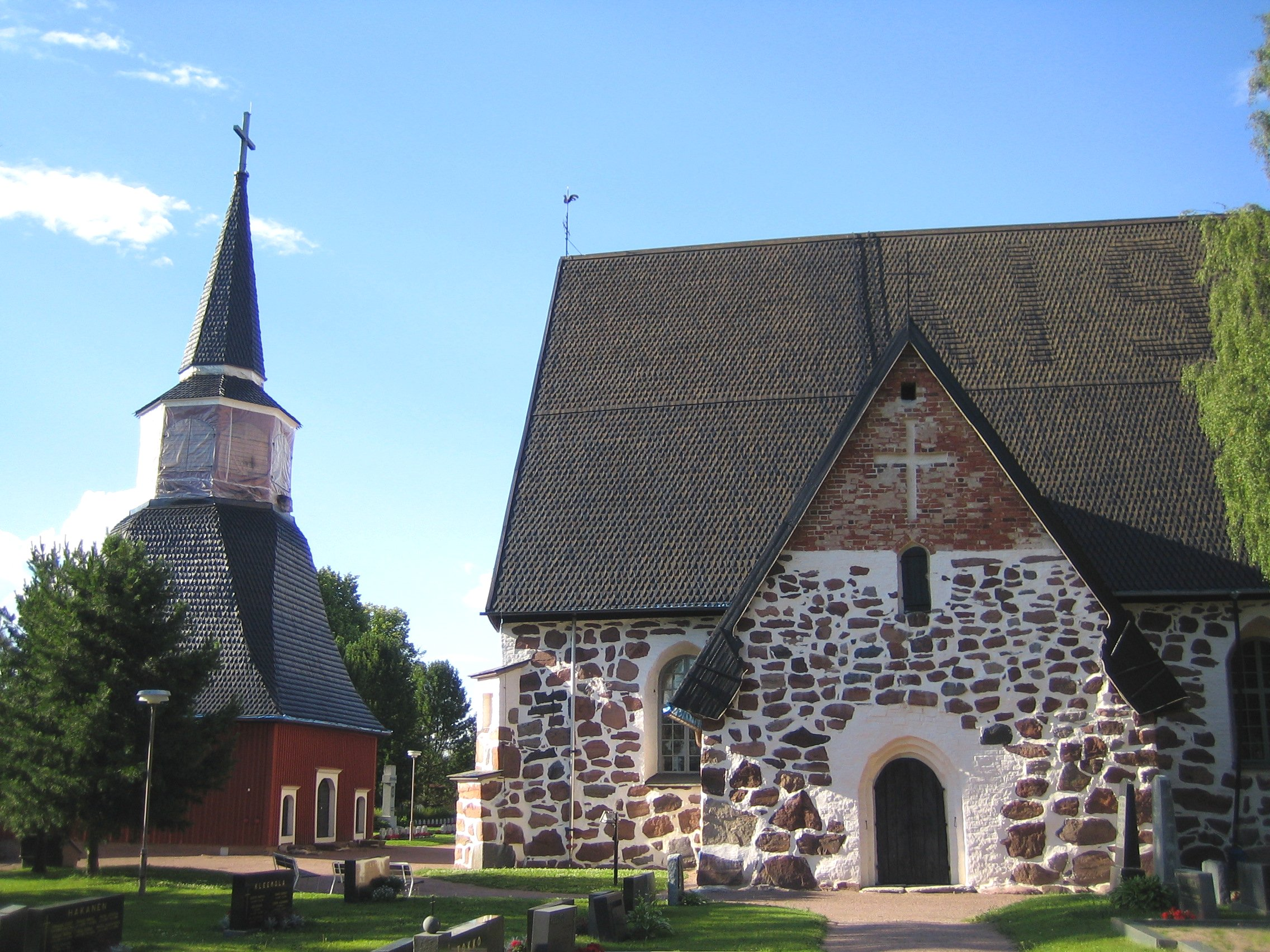
Церковь в Улвила

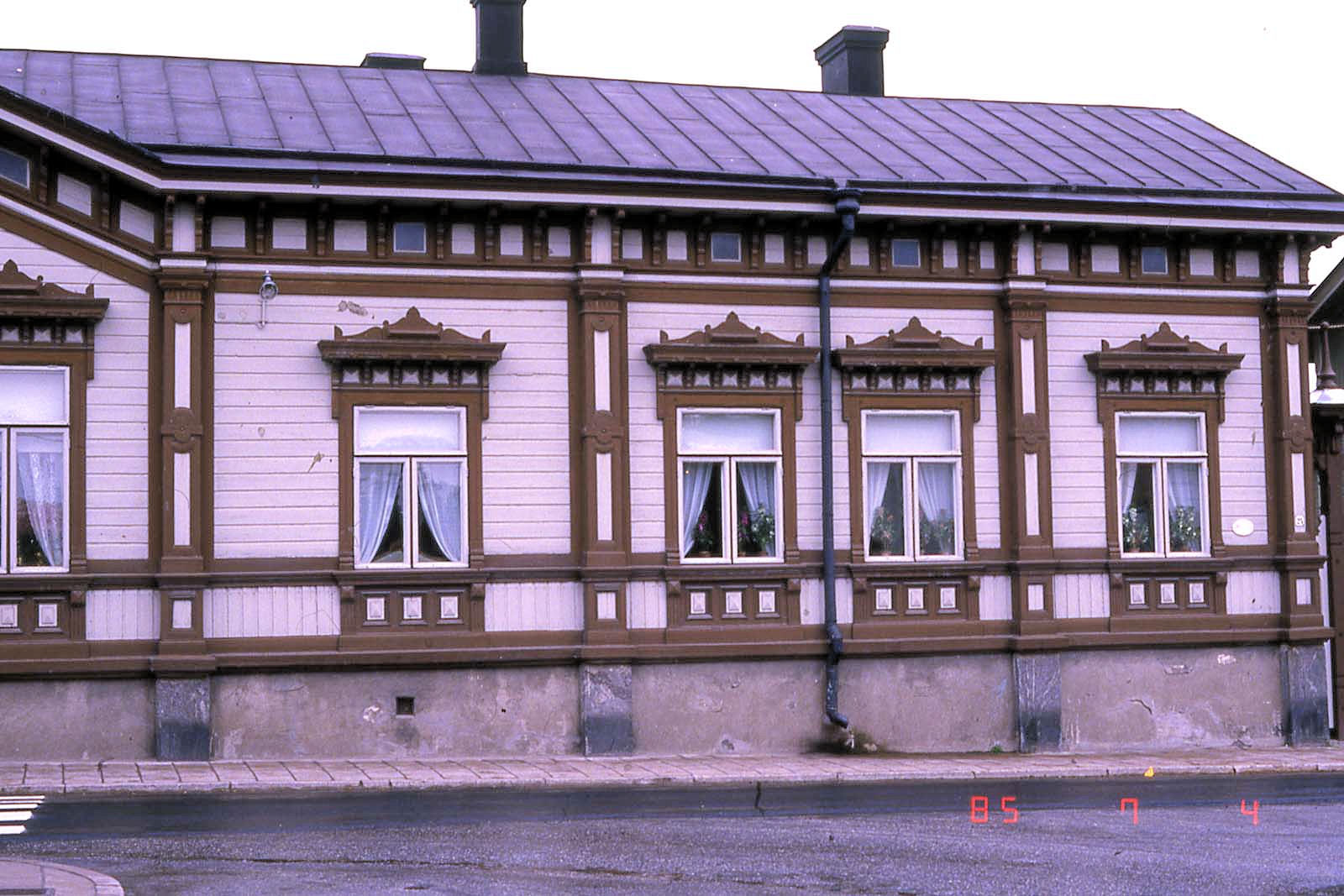
Старая Раума

Сатакунта расположена на западном побережье Финляндии, на берегу Ботнического залива. Значительная часть территории области занята водоёмами. Суша в области Сатакунта продолжает постоянно подниматься на неполный метр за каждые сто лет.
Большинство озёр Сатакунты имеют песчаное дно и прозрачные воды. Самым известным является озеро Пюхяярви в Сякюля, в южной части области. Через среднюю Сатакунту протекает река Кокемяенйоки и в северной части области течёт извилистая Карвианйоки.
Рельеф ровный. Самые возвышенные точки находятся в северной части (местности Ями в Ямиярви и Алкианвуори в Карвиа, где имеются образованные ледниковым периодом гранитные холмы.
Средняя и южная части Сатакунта являются земледельческими районами, пересечёнными реками. Приморская природа Сатакунта суровая, но красивая. Среди природных достопримечательностей — состоящий из двухсот скалистых островов архипелаг Оурат в Мерикарвиа, архипелаги перед Лувиа и Раума, а также протянувшийся на несколько километров песчаный пляж Юютери.

## История
История Сатакунта древняя. По археологическим данным область была населена уже 5 тысяч лет тому назад. Оседлое население появилось в I веке нашей эры.

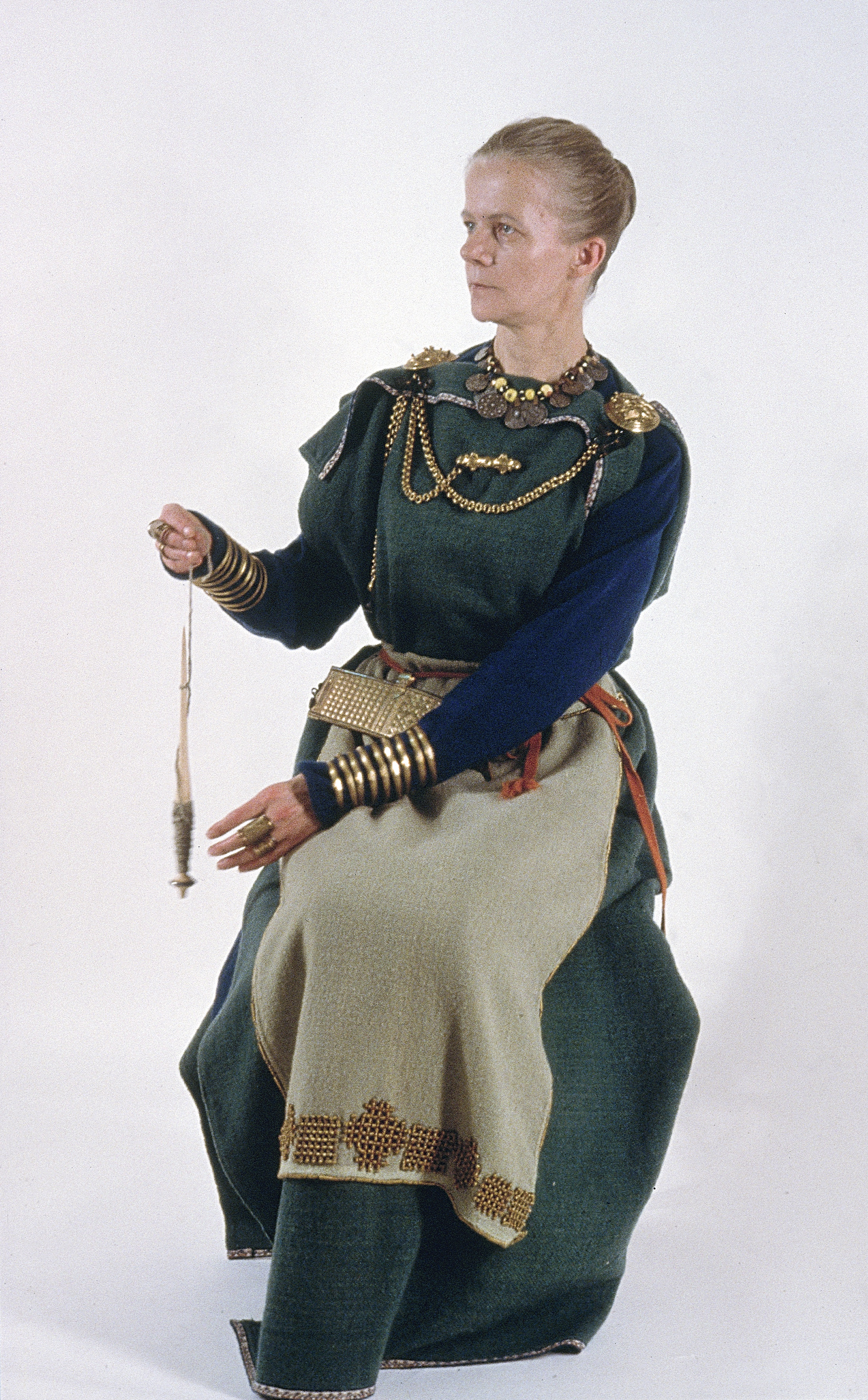
Костюм хозяйки Эуры, найденный в 1969 году в могиле так называемой Хозяйка Эуры, которая датируется 1020—1050 годами (погребальный комплекс Луйстари, община Эура)

Прошедшие века оставили провинции богатые культурно-исторические традиции.
Среди интересных исторических мест — Старая Раума.

## Муниципалитеты
В области 21 община (муниципалитет). В 1997 году в состав области вошёл муниципалитет Киикойнен, а в 2005 — Пункалайдун.
| Название на языке большинства | Название на языке меньшинства | Население     | Шведский язык | Финский язык |  |
| ----------------------------- | ----------------------------- | ------------- | ------------- | ------------ |  |
| Эура                          |                               |               |               |              |  |
| Эурайоки                      | Euraåminne                    |               |               |              |  |
| Харьявалта                    |                               |               |               |              |  |
| Хонкайоки                     |                               |               |               |              |  |
| Гуйттинен                     | Vittis                        | 10 700 (2010) |               |              |  |
| Йямиярви                      |                               |               |               |              |  |
| Канкаанпяа                    |                               |               |               |              |  |
| Карвиа                        |                               |               |               |              |  |
| Кийкойнен                     | Kikois                        |               |               |              |  |
| Кокемяки                      | Kumo                          |               |               |              |  |
| Кёюлиё                        | Kjulo                         |               |               |              |  |
| Лавиа                         |                               |               |               |              |  |
| Лувиа                         |                               |               |               |              |  |
| Мерикарвиа                    | Sastmola                      |               |               |              |  |
| Наккила                       |                               |               |               |              |  |
| Помаркку                      | Påmark                        |               |               |              |  |
| Пори                          | Björneborg                    |               |               |              |  |
| Раума                         | Raumo                         |               |               |              |  |
| Сийкайнен                     | Siikais                       |               |               |              |  |
| Сякюля                        |                               |               |               |              |  |
| Улвила                        | Ulvsby                        |               |               |              |  |

### Население
На 2012 год население области составляло 224 934 человек. Более половины из них проживают в семи городах области и заняты в промышленности.

### Язык
Как и другие области, Сатакунта имеет свои особенности. Наряду с официальными финским и шведским языками распространен "третий официальный язык" — диалект Раума.

## Экономика
По ВВП на душу населения в 2017 г. регион занимал 9-е место (из 19 регионов) в Финляндии с показателем 32 036 евро на человека.

### Промышленность
В ассортименте промышленной продукции имеется практически всё, начиная с лопарских сапог и кончая платформами для нефтедобычи со дна моря.

#### Ресурсы
Озеро Пюхяярви в Сякюля является самым богатым рыбой озером в Финляндии и во всей средней полосе.

## Транспорт
В Сатакунта имеются развитые пути сообщения. Узловым пунктом является город Пори. В городе находится единственный в области аэродром для рейсовых пассажирских самолётов.
Пори является также вторым конечным пунктом шоссейных дороги № 2 (Хельсинки-Пори), № 11 (Тампере-Пори) и № 23. Шоссейная дорога из Турку в Оулу в Сатакунта проходит по всему западному побережью.
Имеется и железнодорожное сообщение (Пори-Тампере-Хельсинки).